# Brocchinia cataractarum
Brocchinia cataractarum là một loài thực vật có hoa trong họ Bromeliaceae. Loài này được (Sandwith) B.Holst mô tả khoa học đầu tiên năm 1997.